# Pseudogomphus fragilissimus
Pseudogomphus fragilissimus är en svampart som beskrevs av R. Heim & Gilles 1970. Pseudogomphus fragilissimus ingår i släktet Pseudogomphus och familjen Gomphaceae.   Inga underarter finns listade i Catalogue of Life.